# Pierre Béranger
Pour les articles homonymes, voir Béranger.
Pierre Béranger est un homme politique français né le 26 juin 1888 à Paris et décédé le 20 mars 1967 à Paris.

## Biographie
Membre de l'Alliance démocratique, il est élu député de l'Eure sous cette étiquette lors des élections législatives de 1936. De 1928 à 1940, il fut le vice-président et le trésorier de l'Alliance démocratique. À la Chambre, il s'inscrit au groupe unifié de l'AD, l'Alliance des républicains de gauche et des radicaux indépendants.
Il vote, le 10 juillet, en faveur de la remise des pleins pouvoirs au Maréchal Pétain. Il ne retrouve pas de mandat de parlementaire après la Libération.

## Sources
- « Pierre Béranger », dans le Dictionnaire des parlementaires français (1889-1940), sous la direction de Jean Jolly, PUF, 1960 [détail de l’édition]